# Campeonato Mundial de Voleibol Masculino
O Campeonato Mundial de Voleibol Masculino é uma competição de voleibol organizada pela Federação Internacional de Voleibol (FIVB) a cada quatro anos. Foi a primeira competição internacional promovida por esta entidade.

## História

### Origens
A história do Campeonato Mundial remonta aos primórdios de voleibol como um esporte profissional de alto nível. Uma das principais motivações para a criação da FIVB em 1947 foi a necessidade de fundar uma instituição capaz de organizar torneios que envolvessem times de diversos continentes. A primeira medida concreta neste sentido foi tomada já dois anos mais tarde, com o estabelecimento da primeira edição desta competição, ainda restrita à Europa e contando apenas com times masculinos. Em 1952, foram incluídos times asiáticos e uma versão feminina do torneio, que passou a ser disputado em ciclos de quatro anos. Na edição seguinte, já participavam igualmente equipes dos três continentes americanos.
Em 1964, o voleibol foi incorporado ao programa dos Jogos Olímpicos. Para evitar coincidência de datas, os ciclos do Campeonato Mundial foram atrasados em dois anos após a quarta edição (1960), passando a alternar-se com as Olimpíadas. A partir de 1970, times da África já disputavam o torneio, atingindo-se assim o objetivo original de ter representantes das cinco confederações continentais envolvidos nas disputas.
O número de participantes do torneio mudou diversas vezes ao longo dos anos. Acompanhando o crescimento de popularidade do voleibol em escala mundial, ele aumentou em passo constante até superar a marca das vinte equipes na década de 1970 e em parte da década de 1980, foi reduzido então para apenas dezesseis na década de 1990, sendo em seguida finalmente fixado em vinte e quatro, a partir de 2002. Dentre as competições organizadas pela FIVB, o Campeonato Mundial é hoje a mais abrangente, e uma das mais importantes, equiparando-se em prestigio ao Torneio Olímpico de Voleibol.
Até 1974, a nação sede organizava as duas modalidades do torneio, tanto a masculina quanto a feminina - com uma única exceção em 1966/1967, quando os eventos ocorreram em anos diferentes. A partir da década de 1980, esta prática caiu em desuso. Nos últimos anos, todavia, ela voltou a ser observada quando a competição foi realizada no Japão, o que ocorreu em 1998 e 2006.

### Edições
A história do Campeonato Mundial mostra claramente como o voleibol foi um esporte originalmente dominado por times europeus.
As primeiras duas edições do torneio foram vencidas pela União Soviética. Após chegar duas vezes sem sucesso à final, a antiga Checoslováquia conquistou finalmente o ouro em 1956. Seguiram-se mais duas vitórias para os soviéticos, em ambos os casos sobre os checos, que obtiveram então em 1966 o seu segundo título na competição.
Em 1970, a Alemanha Oriental bateu a Bulgária nas finais e obteve o seu primeiro e único Campeonato Mundial. Na edição seguinte, a União Soviética ameaçou reassumir o lugar mais alto do pódio, mas terminou derrotada pela Polônia nas finais. Os soviéticos, todavia, confirmaram a sua liderança vencendo, pela terceira vez, duas edições consecutivas do torneio.
Em 1986, teve lugar o primeiro confronto relevante entre os Estados Unidos e a União Soviética após os boicotes olímpicos de 1980 e 1984. Como seria o caso dois anos mais tarde, nas Olimpíadas de Seul, o resultado final favoreceu os americanos. A Itália dominou completamente o torneio na década de 1990, vencendo todas as três edições que ocorreram nesta década (1990, 1994 e 1998).
No início do século XXI, o Brasil tornou-se o maior expoente do voleibol mundial. Em 2002, os brasileiros retornaram à Argentina para reclamar o ouro que haviam perdido vinte anos antes como vice-campeões de 1982. Defensor do título, mostrou força no torneio seguinte em 2006 e conquistou o bicampeonato sobre a Polônia. Em 2010 conquistou seu terceiro título consecutivo com uma vitória sobre Cuba, igualando o feito da Itália na década anterior. A sequência de títulos brasileiros foi quebrada em 2014, quando a Polônia aproveitou-se do fato de sediar a competição para vencer o torneio pela segunda vez, repetindo a vitória na final sobre os brasileiros em 2018.
Até hoje, foram disputadas 20 edições do Campeonato Mundial: dezesseis foram vencidas por times europeus (União Soviética 6 vezes; Itália 4; Polônia 3; Checoslováquia 2; Alemanha Oriental, 1), e apenas quatro por times de outros continentes (Brasil três vezes e Estados Unidos uma).

## Formato da competição
O formato do Campeonato Mundial tem sido constantemente adaptado para ajustar-se ao número de participantes do torneio. Algumas das regras que são usualmente praticadas incluem:
- Contempla um total de 24 equipes participantes.
- O processo de qualificação para o Campeonato Mundial é longo e difícil, durando em alguns continentes mais de dois anos.
- Os times que sediam o evento e os campeões da última edição estão automaticamente qualificados.
- O total de vagas concedido a cada confederação continental é determinado pela FIVB: a Europa costuma ter o maior número, enquanto a África e a América do Sul geralmente tem o menor número.
- Para participar do Campeonato Mundial, cada equipe deve classificar-se em uma série de torneios qualificatórios, dependendo de sua posição no Ranking Mundial da FIVB. Times mal posicionados podem ter de disputar até três torneios desta natureza para assegurarem uma vaga; times bem posicionados usualmente disputam apenas um.
- A competição é dividida em pelo menos duas fases: uma preliminar e uma final. Conforme o número de equipes, pode ser necessário disputar igualmente uma ou mais fases intermediárias.
- Na fase preliminar, os times são organizados em chaves. Cada time realiza uma partida contra todos os outros times em sua chave.
- Quando todas as partidas da fase preliminar foram disputadas, os n melhores times em cada chave qualificam-se para a(s) fase(s) seguinte(s), e o restante deixa a competição. O valor de n depende do número de times participantes e do formato que será adotado nas finais.
- A FIVB já empregou diversos formatos diferentes para as finais. Há alguns anos, parece haver consenso de que pelo menos as semifinais e as finais devem ser disputadas em cruzamento olímpico.
- Para as quartas de final, emprega-se usualmente uma de duas soluções: ou repete-se o modelo da preliminar, em que os times são organizados em chaves e jogam todos contra todos; ou adota-se o confronto direto por cruzamento olímpico. Neste caso, podem ser necessárias rodadas intermediárias adicionais para reduzir o número de equipes para oito.
- As regras para a convocação de atletas são bastante rígidas. Cada time só pode indicar catorze atletas, e trocas fora dos prazos legais não são permitidas nem mesmo no caso de acidentes.

## Quadro de medalhas
| Ordem | País              | Medalha de ouro | Medalha de prata | Medalha de bronze |    |
| ----- | ----------------- | --------------- | ---------------- | ----------------- | -- |
| 1     | Rússia            | 6               | 3                | 3                 | 12 |
| 2     | Itália            | 4               | 1                | 0                 | 5  |
| 3     | Brasil            | 3               | 3                | 1                 | 7  |
| 4     | Polônia           | 3               | 2                | 0                 | 5  |
| 5     | Chéquia           | 2               | 4                | 0                 | 6  |
| 6     | Estados Unidos    | 1               | 0                | 2                 | 3  |
| 7     | Alemanha Oriental | 1               | 0                | 0                 | 1  |
| 8     | Cuba              | 0               | 2                | 2                 | 4  |
| 8     | Romênia           | 0               | 2                | 2                 | 4  |
| 10    | Bulgária          | 0               | 1                | 4                 | 5  |
| 11    | Sérvia            | 0               | 1                | 1                 | 2  |
| 12    | Países Baixos     | 0               | 1                | 0                 | 1  |
| 13    | Japão             | 0               | 0                | 2                 | 2  |
| 14    | Alemanha          | 0               | 0                | 1                 | 1  |
| 14    | Argentina         | 0               | 0                | 1                 | 1  |
| 14    | França            | 0               | 0                | 1                 | 1  |

## MVPspor edição
- 1949–1966 – Sem premiação
- 1970 – GDR Rudi Schumann
- 1974 – POL Stanisław Gościniak
- 1978 – Sem premiação
- 1982 – URS Vyacheslav Zaytsev
- 1986 – FRA Philippe Blain
- 1990 – ITA Andrea Lucchetta
- 1994 – ITA Lorenzo Bernardi
- 1998 – ESP Rafael Pascual
- 2002 – ARG Marcos Milinkovic
- 2006 – BRA Giba
- 2010 – BRA Murilo Endres
- 2014 – POL Mariusz Wlazły
- 2018 – POL Bartosz Kurek
- 2022 – ITA Simone Giannelli